# 斜角卵蛤
斜角卵蛤（学名：Pitar obliquatum），是帘蛤目帘蛤科卵蛤属的一种。主要分布于中国大陆、台湾，常栖息在礁坪较粗的珊瑚沙中。